# 四月一日さん家の
『四月一日さん家の』（わたぬきさんちの）は、2019年4月20日から7月6日までテレビ東京のドラマ25枠にて放送されたテレビドラマ。
この項目では、その続編にあたる一連のメディアミックス作品、通称四月一日さん家シリーズについても述べる。

## 概要
2018年の初夏に本作の企画が開始された。現役のバーチャルYouTuberを俳優（役名あり）に据えたドラマであり、ときのそら、猿楽町双葉、響木アオが出演する。出演者の3名は「江東区観光推し隊」に就任した。
本編中は実写映像が用いられておらず、全編が3DCGアニメーションとなっているが、一貫して（テレビアニメではなく）「テレビドラマ」と銘打たれている。ドラマ24やその前身であるテレビ東京土曜未明の深夜ドラマ時代も通じてアニメーション作品が放映されるのは初の試みである。ただし放送開始後に、テレビアニメを視聴する際の注意喚起テロップが表示される。一部の放送局を除いて字幕放送も実施しており、台詞は一花が黄色、二葉が水色、三樹が白で表記される。
大きな物語の流れはあるものの基本的には1話完結のシチュエーション・コメディであり、『やっぱり猫が好き』のオマージュとなっている。話数ごとに担当脚本家が変化する。
5月18日・25日放送分で、担当の監督だった渡辺武の訃報が番組終了時に流され、番組プロデューサーの五箇も18日未明にツイッターで公表した。渡辺は5話、6話の担当で、6話の監督が事実上の遺作となる（4月30日に逝去）。
2020年4月6日から6月22日までは、第2期として『四月一日さん家と』を放送。ただし放送枠はテレビ東京の深夜アニメ枠である月曜午前1時半へ移動となった。先に展開していた『新生 四月一日さん家の』の登場人物に加え、新レギュラーとして物述有栖が出演する。

## ストーリー
子どもの頃に母を失い、1年前に父を失った三姉妹、四月一日一花、四月一日二葉、四月一日三樹の日常を描く。

## 登場人物
四月一日 一花（わたぬき いちか）
演 - ときのそら
長女。25歳の声優。妹曰くスピリチュアルな感性の持ち主で、カやカブトムシを死んだ父だと言い出すような不思議系。家事全般をこなす。
四月一日 二葉（わたぬき ふたば）
演 - 猿楽町双葉
次女。23歳のアパレル店員。さっぱりした性格で、「数珠」を「ユズ」、「ネット通販」を「チャック全開」のように読むなど、イントネーションをよく間違える。虫が苦手。将来的には、付き合っている彼氏と結婚を前提にした新居に移り住む予定。実家を出た後も彼氏と喧嘩してはたびたび帰っている。
四月一日 三樹（わたぬき みつき）
演 - 響木アオ
三女。20歳の大学生。理工学部在籍。姉二人の仲裁を務めたり、二葉の誤ったイントネーションをよく指摘する。ただし、スイッチが入ると凝り性になる。特に漫才の研究に余念がない。
御亀
演 - おかめ
ペット。アフタートークコーナーでは、本作のスタッフがゲストで登場する際の代役で登場。
白鳥生子（しらとり いくこ）
演 - 物述有栖
第2期より登場。謎の女子高生で、三姉妹の妹だと言う。生前の母の遺言を頼りに四月一日家へ来訪し、居候として一緒に住むことに。死んだ四月一日家父が取り憑いたこともある。
ケンジ
二葉の彼氏。静止画像と後ろ姿のみの登場。

### 新生ファミリー
大森 かなこ（おおもり かなこ）
演 - 天神子兎音
カラオケバーまさこのオーナーの娘。23歳。まさこの体調不調のため店のママを引き継ぐことに。
若木 春（わかき はる）
演 - 夏色まつり
バーに食品を卸している近所の酒屋の跡継ぎ&看板娘。べらんめえ口調で話す。20歳。
山村 しのぶ（やまむら しのぶ）
演 - 大空スバル
17歳の現役女子高生。一人演劇ユニット御茶ノ水女子団を主催。
雨夜 瑠美（あまや るみ）
演 - 朝ノ瑠璃
姉妹のいとこ。商社勤務のバリキャリ。29歳。

## スタッフ
出典：
- 企画・構成 - 酒井健作（第2期では企画・構成協力）
- 脚本 - ふじきみつ彦、じろう（シソンヌ）、土屋亮一、堀雅人、熊本浩武、竹村武司、森田哲矢（さらば青春の光）、岩崎う大（かもめんたる）、鳥山フキ
- 監督 - 住田崇、湯浅弘章、渡辺武（第1期）、太田勇、鈴村展弘、山口雄也（第2期）
- スタイリスト - 伊賀大介
- 音楽 - 遠藤浩二
- チーフプロデューサー - 大和健太郎（第1期）、久保井恵一（第2期）（テレビ東京）
- プロデューサー - 五箇公貴（第1期、テレビ東京、第2期では企画プロデュース）、赤木央哉（第2期、テレビ東京）、赤津慧（ハロー）、向井達矢（ラインバック）
- 制作 - テレビ東京、ハロー
- 制作協力 - ラインバック
- 製作著作 - 「四月一日さん家の」製作委員会

## 主題歌
第1期
オープニングテーマ「switch」
作詞 - Racel・Mamiko / 作曲 - ESME MORI・ryo takahashi・Rachel・Mamiko / 歌 - chelmico（unBORDE）
エンディングテーマ「四月の風」
作詞 - すぅ / 作曲 - クボナオキ / 歌 - SILENT SIREN（EMI Records）
第2期
オープニングテーマ「V・V・斬り込みます!」
作詞 - 大山恭子 / 作曲 - 安藤啓希 / 歌 - ジ・エイプリルフールズ（DMM music）
エンディングテーマ 「花が咲いたら」
作詞 - 大山恭子 / 作曲 - 萬福裕貴 / 歌 - ジ・エイプリルフールズ（DMM music）

## 放送日程
| 話数   | 放送日        | サブタイトル                       | 脚本               | 監督     |
| ------ | ------------- | ---------------------------------- | ------------------ | -------- |
| 第1話  | 2019年4月20日 | 四月一日さん家の一周忌             | ふじきみつ彦       | 住田崇   |
| 第2話  | 4月27日       | 四月一日さん家のエンディングノート | じろう（シソンヌ） | 住田崇   |
| 第3話  | 5月04日       | 四月一日さん家のネタ見せ           | 熊本浩武           | 住田崇   |
| 第4話  | 5月11日       | 四月一日さん家のナマコ             | 土屋亮一           | 住田崇   |
| 第5話  | 5月18日       | 四月一日さん家の恋バナ             | ふじきみつ彦       | 渡辺武   |
| 第6話  | 5月25日       | 四月一日さん家のお届けもの         | 堀雅人             | 渡辺武   |
| 第7話  | 6月01日       | 四月一日さん家の捧げる             | ふじきみつ彦       | 湯浅弘章 |
| 第8話  | 6月08日       | 四月一日さん家の名探偵             | じろう（シソンヌ） | 湯浅弘章 |
| 第9話  | 6月15日       | 四月一日さん家のネタ見せ part2     | 熊本浩武           | 湯浅弘章 |
| 第10話 | 6月22日       | 四月一日さん家のシナリオ           | 土屋亮一           | 湯浅弘章 |
| 第11話 | 6月29日       | 四月一日さん家のご挨拶             | 堀雅人             | 太田勇   |
| 最終話 | 7月06日       | 四月一日さん家の最後の晩餐         | ふじきみつ彦       | 住田崇   |

| 話数   | 放送日        | サブタイトル                         | 脚本                       | 監督     |
| ------ | ------------- | ------------------------------------ | -------------------------- | -------- |
| 第1話  | 2020年4月06日 | 四月一日さん家と出戻り               | 竹村武司                   | 住田崇   |
| 第2話  | 4月13日       | 四月一日さん家と新参者               | 竹村武司                   | 住田崇   |
| 第3話  | 4月20日       | 四月一日さん家と謎のイケメン         | 堀雅人                     | 鈴村展弘 |
| 第4話  | 4月27日       | 四月一日さん家と笑いのファンタジスタ | 熊本浩武                   | 湯浅弘章 |
| 第5話  | 5月04日       | 四月一日さん家といたこ               | 森田哲矢（さらば青春の光） | 湯浅弘章 |
| 第6話  | 5月11日       | 四月一日さん家と形見の指輪           | 岩崎う大（かもめんたる）   | 鈴村展弘 |
| 第7話  | 5月18日       | 四月一日さん家とドッペルゲンガー     | 竹村武司                   | 住田崇   |
| 第8話  | 5月25日       | 四月一日さん家と初恋                 | 土屋亮一                   | 住田崇   |
| 第9話  | 6月01日       | 四月一日さん家と芸人潰し             | 熊本浩武                   | 湯浅弘章 |
| 第10話 | 6月08日       | 四月一日さん家と切れ味の悪い包丁     | 岩崎う大（かもめんたる）   | 鈴村展弘 |
| 第11話 | 6月15日       | 四月一日さん家と長谷川くん           | 鳥山フキ                   | 山口雄也 |
| 最終話 | 6月22日       | 四月一日さん家と落とし物             | 堀雅人                     | 鈴村展弘 |

## 放送局
| 放送期間                | 放送時間                     | 放送局       | 対象地域   |
| ----------------------- | ---------------------------- | ------------ | ---------- |
| 2019年4月20日 - 7月6日  | 土曜 0:52 - 1:23（金曜深夜） | テレビ東京   | 関東広域圏 |
|                         |                              | テレビ大阪   | 大阪府     |
|                         |                              | テレビ北海道 | 北海道     |
|                         |                              | TVQ九州放送  | 福岡県     |
| 2019年5月7日 - 7月23日  | 火曜 1:00 - 1:30（月曜深夜） | 奈良テレビ   | 奈良県     |
| 2019年5月10日 - 7月25日 | 金曜 1:00 - 1:30（木曜深夜） | テレビ和歌山 | 和歌山県   |
| 2019年5月10日 - 7月25日 | 金曜 1:35 - 2:05（木曜深夜） | テレビ愛知   | 愛知県     |
| 2019年7月3日 - 9月18日  | 木曜 0:00 - 0:30（水曜深夜） | BSテレビ東京 | 日本全域   |

第1期はひかりTVのVOD見放題対象プランでは地上波に先行して2019年4月14日より順次配信された。
| 放送期間                | 放送時間                     | 放送局     | 対象地域   |
| ----------------------- | ---------------------------- | ---------- | ---------- |
| 2020年4月6日 - 6月22日  | 月曜 1:35 - 2:05（日曜深夜） | テレビ東京 | 関東広域圏 |
| 2020年4月9日 - 6月25日  | 木曜 1:28 - 1:58（水曜深夜） | テレビ大阪 | 大阪府     |
| 2020年6月13日 - 8月29日 | 土曜 8:00 - 8:30             | AT-X       | 日本全域   |

## 関連番組

### 四月一日さん家で踊ってみた
テレビ東京にて、ドラマ放送前の2019年4月3日から7月3日まで、毎週水曜日（火曜日深夜）1時30分から5分枠で放送されていたテレビ番組。全14回。内容はドラマオープニング曲「switch」の踊ってみた動画を視聴者から募集し、優秀作品を主演の3名が紹介するというものであった。

### ドキドキ前後生放送
ニコニコチャンネル「四月一日さん家の」にて、テレビ本放送前から放送後の時間に配信された。パーソナリティは通常は主演の1名とゲストが務めるが、第1回、第5回、第12回では主演の3名が務めた。

#### ゲスト
- かしこまり（第2回[17]）
- 朝ノ瑠璃（第3回[18]）
- 物述有栖（第4回[19]）
- ロボ子さん（第6回[20]）
- 天神子兎音（第7回[21]）
- 銀河アリス（第8回[22]）
- 燦鳥ノム（第9回[23]）
- 風宮まつり（第10回[24]）
- シスター・クレア（第11回[25]）

### ワクワク放送前生配信
Youtubeチャンネル「四月一日さん家のChannel」にて、四月一日さん家との本放送前である日曜21時に配信された。第2回以降は新型コロナウイルス流行の影響から中止の状態が続いていたが、6月7日から再開されることがTwitterにて発表された。

## 新生 四月一日さん家の
天神子兎音、夏色まつり、大空スバル、朝ノ瑠璃の4人を加えて展開する新シリーズ。当初新規起用は3人の予定だったが、オーディションで大空スバルが抜擢された。

### ボイスドラマ
2019年10月19日より『BOOTH』で有料配信のボイスドラマ。全20話。2話パックではアフタートークも収録。
- 脚本 - 熊本浩武、堀雅人
- 製作著作 - 「四月一日さん家の」製作委員会

| 話数   | 配信日         | サブタイトル   | ゲスト出演                                  |
| ------ | -------------- | -------------- | ------------------------------------------- |
| #1     | 2019年10月19日 | なじみの店     | 天神子兎音                                  |
| #2     | 2019年10月19日 | ワケありな客   | 天神子兎音、大鷹明良                        |
| #3     | 11月02日       | アルバイト     | 天神子兎音                                  |
| #4     | 11月02日       | 劇団           | 天神子兎音、大空スバル                      |
| #5     | 11月16日       | 子守り         | 天神子兎音                                  |
| #6     | 11月16日       | 古き良き       | 天神子兎音、夏色まつり                      |
| #7     | 11月30日       | 取材           | 天神子兎音、大空スバル                      |
| #6     | 11月30日       | ビジョン       | 天神子兎音、朝ノ瑠璃                        |
| #9     | 12月14日       | 不審者         | 天神子兎音、夏色まつり                      |
| #10    | 12月14日       | おつまみ会議   | 天神子兎音、大空スバル                      |
| #11    | 12月28日       | 人形           | 天神子兎音、大空スバル                      |
| #12    | 12月28日       | KPI            | 天神子兎音、朝ノ瑠璃                        |
| #13    | 2020年1月11日  | お見合い       | 夏色まつり、朝ノ瑠璃                        |
| #14    | 2020年1月11日  | 勇気の種       | 大空スバル、朝ノ瑠璃                        |
| #15    | 1月25日        | 瑠美ジャパン   | 天神子兎音、夏色まつり 大空スバル、朝ノ瑠璃 |
| #16    | 1月25日        | 4人のママ      | 天神子兎音、夏色まつり 大空スバル、朝ノ瑠璃 |
| #17    | 2月15日        | 最悪の1日      | 天神子兎音、夏色まつり 大空スバル           |
| #18    | 2月15日        | 心理テスト     | 夏色まつり、大空スバル 朝ノ瑠璃             |
| #19    | 2月29日        | オーディション | 天神子兎音、夏色まつり 大空スバル、朝ノ瑠璃 |
| 最終話 | 2月29日        | 思いを継ぐ者   | 天神子兎音、夏色まつり 大空スバル、朝ノ瑠璃 |

### シネマライブ

#### 四月一日さん家の ON STAGE
2019年11月19日よりイオンシネマ9か所でライブ公演されたシネマライブ。全5回公演。2部構成、1部は新作のお芝居、2部はエンターテイメントで構成。プレミアムシートチケットはお土産（サイン入り台本、メイキング映像、非売品ポスター、トートバッグ）が付くほか、特別コーナーも観覧できる。
- 全体構成 - 熊本浩武
- 1部脚本 - かもめんたる・岩崎う大
- 2部ステージング - カンナ
- 製作著作 - 「四月一日さん家の」製作委員会

| 回数  | 日程           | ゲスト     |
| ----- | -------------- | ---------- |
| 第1回 | 2019年11月19日 | 天神子兎音 |
| 第2回 | 2019年11月28日 | 大空スバル |
| 第3回 | 2019年12月3日  | 朝ノ瑠璃   |
| 第4回 | 2019年12月12日 | 夏色まつり |
| 第5回 | 2019年12月17日 | 物述有栖   |

## 漫画
ドラマ放送前の2019年2月21日に、講談社発刊の漫画雑誌『イブニング』の公式ホームページにて、コミカライズの決定が発表され、担当漫画家を募集するコンペが開催された。コンペには31件の応募があり、その中から大賞に選ばれた漫画家「隣の飼いケルベロス」が「となりける」名義で作画を務めるコミカライズが、コミックDAYSでは2019年4月20日から7月13日、『イブニング』では2019年11号から17号まで隔週で連載された。単行本（ISBN 978-4-06-517435-7）は2019年10月9日に発売された。
また、応募者の中の3名（プリンアラモード、本屋町、はち）による合同連載も決定し、イブニング公式Twitterでは2019年4月21日から7月11日まで、コミックDAYSでは2019年4月27日から8月17日まで『四月一日さん家の小噺』（わたぬきさんちのこばなし）のタイトルで連載された。